# Tirsu
La Tirsu (in seguito Tirsu- Sardegna Dischi) fu una casa discografica italiana nata negli anni sessanta e attiva fino agli anni novanta.
La casa discografica si è occupata principalmente di produzioni di musica sarda, nell'ambito del cantu a chiterra, del canto a tenore, delle launeddas e dei cori.

## I dischi pubblicati
Per la differente datazione dei supporti ci siamo attenuti a quanto riportato sulle etichette e/o sulla copertina o sul trail off del vinile: qualora nessuno di questi elementi presentasse una datazione di sorta, ci siamo basati sulla numerazione del catalogo; se esistenti, abbiamo riportato oltre all'anno il mese e il giorno (quest'ultimo dato si trova, a volte, stampato sul predetto trail off).

### 45 giri
| Numero di catalogo | Anno | Interprete                                                  | Titoli |
| ------------------ | ---- | ----------------------------------------------------------- | --- |
| TR 103             | 1970 | Serafino Murru con Pietro Fara e Peppino Pippia             | Lo scudetto in Sardegna / Dae terra lontana                                                                         |
| TR 121             | ?    | Tonino Canu, Aldo Cabizza Peppino Pippia                    | Donos a rosa/Istimada columba                                                                                       |
| TR 140             | 1971 | Maria Carta                                                 | Ninna nanna/Muttos de amore                                                                                         |
| TR 141             | 1971 | Maria Carta                                                 | Adiu a mama/Antoneddu Antoneddu                                                                                     |
| TR 142             | ?    | Mariano Lilliu Aldo Cabizza Peppino Pippia                  | Il Divorzio in Italia/Rondine Senza Nido                                                                            |
| TR 144             | 1971 | Maria Carta                                                 | Trallallera corsicana /La ragazza moderna                                                                           |
| TR 147             | ?    | V. Laconi, S. Porru                                         | Su Ballu Ande Zia Buica Conchiallu 1ª parte / Su Ballu Ande Zia Buica Conchiallu 2ª parte                           |
| TR 148             | ?    | Salvatore Littarru e Costantino Peddio                      | Ballo Della Barbagia 1ª parte / Ballo Della Barbagia 2ª parte                                                       |
| TR 155             | ?    | Coro D'Orgosolo. Poeti: Zizi- Masala- Pazzola               | S'Isperanzia 1ª parte / S'Isperanzia 2ª parte                                                                       |
| TR 156             | ?    | Mario Firinaiu, Michele Senes                               | Saludu Sos Collegas / Vantu De Una Pizzinna                                                                         |
| TR 162             | ?    | Verdini, Udassi, Marongiu                                   | Saludu A Mamma / Ballo Del Logudoro                                                                                 |
| TR 170             | 1970 | Serafino Murru e Mariano Lilliu                             | Cagliari Vittoriosu 1ª parte / Cagliari Vittoriosu 2ª parte                                                         |
| TR 176             | ?    | Efisio Mura                                                 | S'Imbroglione 1ª parte / S'Imbroglione 2ª parte                                                                     |
| TR 177             | ?    | Efisio Mura                                                 | Sa Sexentu 1ª parte / Sa Sexentu 2ª parte                                                                           |
| TR 181             | ?    | Efisio Mura                                                 | Su Nieddu 1ª parte / Su Nieddu 2ª parte                                                                             |
| TR 185             | ?    | Ignazio Erbì e la sua fisarmonica                           | Su Passu Torrau / Su Ballu Oristanesu                                                                               |
| TR 187             | ?    | Vittorio Laconi                                             | Bellesa Rara 1ª parte / Bellesa Rara 2ª parte                                                                       |
| TR 190             | ?    | Maria Teresa Cau con la sua chitarra                        | Su Tempus / Notti Senza Luna                                                                                        |
| TR 192             | ?    | Maria Teresa Cau con la sua chitarra                        | Sa Tirannia / Canto In Re                                                                                           |
| TR 198             | ?    | Franca Pinna e Serafino Murru                               | Adiu adiu/Su primu fiore                                                                                            |
| TR 208             | 1972 | Maria Teresa Cau col Duo Logudoro                           | Ave Maria sarda / Su bandidu                                                                                        |
| TR 217             | ?    | Paolo Puggioni                                              | Ballo Di Bonorva 1ª parte / Ballo di Bonorva 2ª parte                                                               |
| TR 218             | ?    | S. Littarru                                                 | Ballu Di Desulo / Muttetti Antichi                                                                                  |
| TR 219             | ?    | Masala - Sotgiu                                             | Sas Battor Istaiones 1ª parte / Sas Battor Istaiones 2ª parte                                                       |
| TR 227             | ?    | Tony Piaceri                                                | Festa In Campidano / Ziu Gianniantoni                                                                               |
| TR 237             | ?    | Serafino Murru Chitarra: Fara - Fisa: Madau                 | Allegro Pastore / Cantada Allegra                                                                                   |
| TR 241             | ?    | Cubeddu Chitarra: Valerio Marras                            | Muttos Gentiles / Femina Onesta                                                                                     |
| TR 242             | ?    | Cubeddu Chitarra: Valerio Marras                            | Filognana A Fenu Mia / Sa Cadena (canto in re)                                                                      |
| TR 243             | ?    | Cubeddu Chitarra: Valerio Marras                            | Lassu Sa Terra Mia (Muttu Prolungadu) / S'Allegria In Re                                                            |
| TR 245             | ?    | Piccolo coro sassarese - Memoria del Maestro Giovanni Fiori | Ruseddu / Drommi Drommi                                                                                             |
| TR 246             | ?    | Lucio Salis                                                 | L'Emigrante 1ª parte / L'Emigrante 2ª parte                                                                         |
| TR 248             | ?    | Vittorio Laconi e il suo complesso                          | Sa Quadriglia In Dommu De Zia Maria Perdusemini 1ª parte / Sa Quadriglia In Dommu De Zia Maria Perdusemini 2ª parte |
| TR 249             | ?    | Vittorio Laconi e il suo complesso                          | Su Twist De Antioghedda 1ª parte / Su Twist de Antioghedda 2ª parte                                                 |
| TR 944             | ?    | Bruno Massidda e I Blood                                    | Santu Nadali/Natale campidanesu                                                                                     |

### 33 giri
| Numero di catalogo | Anno | Interprete                  | Titolo Album                        |
| ------------------ | ---- | --------------------------- | ----------------------------------- |
| LIP721             | ?    | Tony Piaceri                | Tony Piaceri Volume 1               |
| LIP 317            | 1971 | Maria Carta, Serafino Murru | Sardegna canta                      |
| LIP 323            | 1973 | Maria Teresa Cau            | Folklore di Sardegna                |
| LIP 713            | ?    | Francesco Bande             | Danze folkloristiche della Sardegna |
| LIP 715            | 1975 | Coro di Nuoro               | Canti popolari della Sardegna       |
| LIP 721            | ?    | Tony Piaceri                | Tony Piaceri Volume 2               |
| LIP 725            | ?    | Aurelio Porcu               | Danze a Launeddas                   |

### Cassette
| Numero di catalogo | Anno | Interprete                                                   | Titolo Album                   |
| ------------------ | ---- | ------------------------------------------------------------ | ------------------------------ |
| TRC 88             | ?    | Coro Supramonte                                              | Pratobello                     |
| TRC 112            | ?    | Leonardo Cabizza, Giovannino Casu, Tore Canu, Mario Firinaiu | Auguriu a sa Sardigna (?)      |
| TRC 137            | 1964 | Giovanni Lai                                                 | Danze a Launedas               |
| TRC 160            | 1966 | Cuncordu fonnesu Gruppo Enal                                 | 5 voci dal Gennargentu         |
| TRC 234            | ?    | Coro d'Orgosolo - Gruppo Mesina                              | Coro d'Orgosolo, gruppo Mesina |
| TRC 305            | ?    | Coro d'Orgosolo - Sa cumpanzia                               | Coro d'Orgosolo - Sa cumpanzia |
| TRC 342            | ?    | Coro di Oniferi                                              | Coro di Oniferi Vol. 3°        |
| TRC 428            | 1991 | Tenores di Bitti Remunnu 'e Locu                             | Tenores di Bitti Pro Loco      |
| TRC 1032           | 1996 | Tenores S. Lulla - Orune                                     | Tenores S. Lulla - Orune       |
| ST8 168            | 1985 | Tenores di Bitti                                             | Tenores di Bitti               |